# Stoke (Plymouth)
Stoke – dzielnica miasta Plymouth, w Anglii, w Devon, w dystrykcie (unitary authority) Plymouth. W 2011 miejscowość liczyła 13 861 mieszkańców. Stoke jest wspomniana w Domesday Book (1086) jako Stoghes.